# Henry County (Indiana)
Henry County ist ein County im Bundesstaat Indiana der Vereinigten Staaten. Der Verwaltungssitz (County Seat) ist New Castle.

## Geographie
Das County liegt im Osten von Indiana, ist etwa 50 km von Ohio entfernt und hat eine Fläche von 1023 Quadratkilometern, wovon fünf Quadratkilometer Wasserfläche sind. Es grenzt im Uhrzeigersinn an folgende Countys: Delaware County, Randolph County, Wayne County, Fayette County, Rush County, Hancock County und Madison County.

## Geschichte
Henry County wurde am 31. Dezember 1821 als Original-County aus freiem Territorium gebildet. Benannt wurde es nach Patrick Henry, einem US-amerikanischen Politiker und Gouverneur von Virginia.

### Historische Objekte
- In Lewisville befindet sich das Anwesen des Richsquare Friends Meetinghouse and Cemetery. Das historische Areal liegt auf Nummer 5685 der South County Road 250 East.

Insgesamt sind 13 Bauwerke und Stätten des Countys im National Register of Historic Places eingetragen (Stand 2. September 2017).

## Demografische Daten

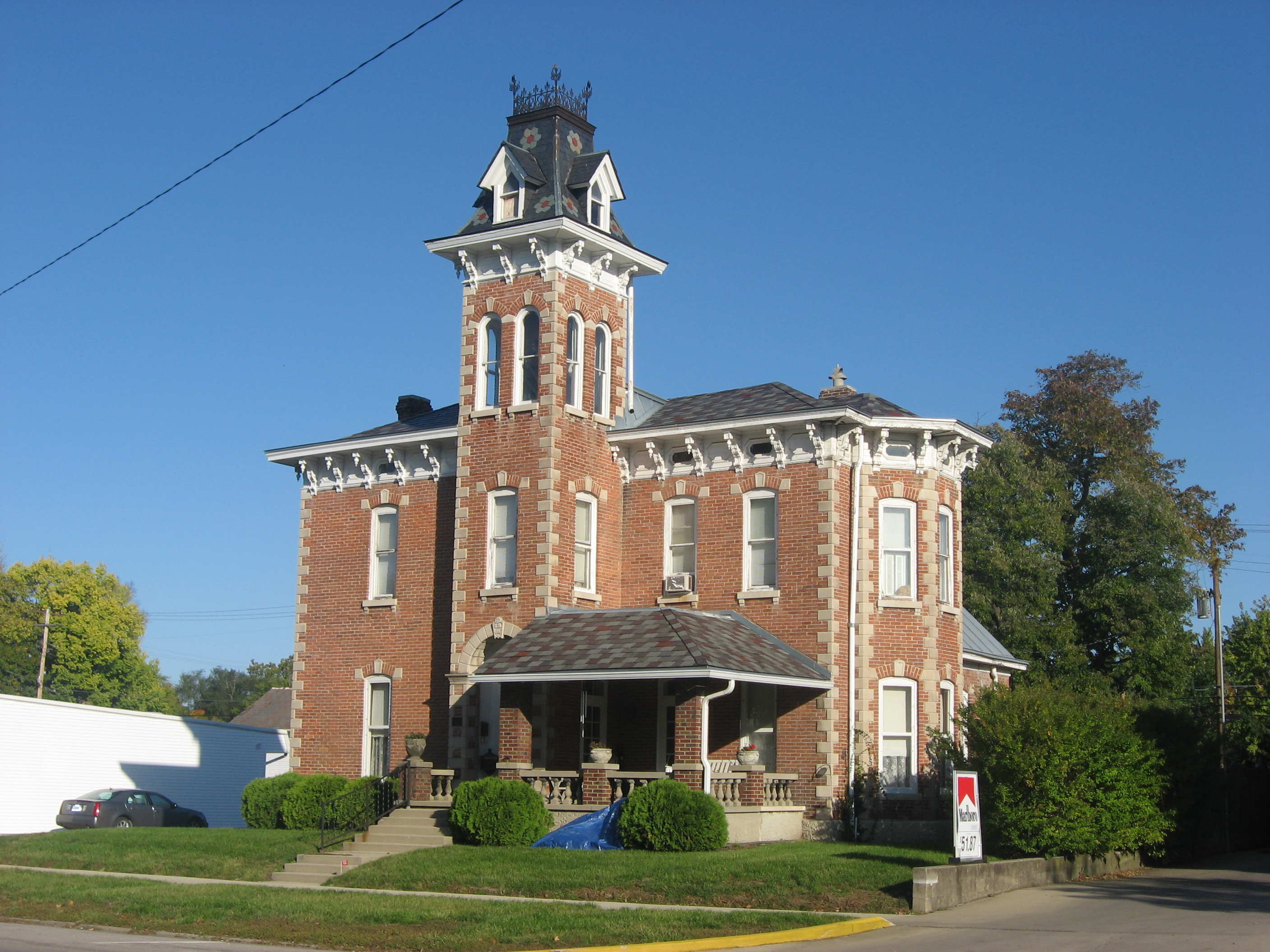
Das Elias Hinshaw House, gelistet im NRHP

Nach der Volkszählung im Jahr 2000 lebten im Henry County 48.508 Menschen in 19.486 Haushalten und 13.971 Familien. Die Bevölkerungsdichte betrug 48 Einwohner pro Quadratkilometer. Ethnisch betrachtet setzte sich die Bevölkerung zusammen aus 97,96 Prozent Weißen, 0,86 Prozent Afroamerikanern, 0,15 Prozent amerikanischen Ureinwohnern, 0,20 Prozent Asiaten, 0,01 Prozent Bewohnern aus dem pazifischen Inselraum und 0,28 Prozent aus anderen ethnischen Gruppen; 0,54 Prozent stammten von zwei oder mehr Ethnien ab. 0,80 Prozent der Bevölkerung waren spanischer oder lateinamerikanischer Abstammung.
Von den 19.486 Haushalten hatten 30,7 Prozent Kinder unter 18 Jahre, die mit ihnen im Haushalt lebten. 58,4 Prozent waren verheiratete, zusammenlebende Paare, 9,9 Prozent waren allein erziehende Mütter und 28,3 Prozent waren keine Familien. 24,8 Prozent waren Singlehaushalte und in 11,9 Prozent lebten Menschen mit 65 Jahren oder darüber. Die Durchschnittshaushaltsgröße betrug 2,45 und die durchschnittliche Familiengröße lag bei 2,91 Personen.
24,2 Prozent der Bevölkerung waren unter 18 Jahre alt, 7,5 Prozent zwischen 18 und 24, 27,8 Prozent zwischen 25 und 44 Jahre. 24,8 Prozent zwischen 45 und 64 und 15,7 Prozent waren 65 Jahre alt oder älter. Das Durchschnittsalter betrug 39 Jahre. Auf 100 weibliche Personen kamen 93,2 männliche Personen. Auf 100 Frauen im Alter von 18 Jahren und darüber kamen 90,2 Männer.
Das jährliche Durchschnittseinkommen eines Haushalts betrug 38.150 USD, das Durchschnittseinkommen der Familien 45.470 USD. Männer hatten ein Durchschnittseinkommen von 36.439 USD, Frauen 22.432 USD. Das Prokopfeinkommen betrug 19.355 USD. 6,0 Prozent der Familien und 7,8 Prozent der Bevölkerung lebten unterhalb der Armutsgrenze.

## Orte im County
- Ashland
- Belmont
- Blountsville
- Cadiz
- Dunreith
- Foley
- Grant City
- Greensboro
- Hillsboro
- Honey Creek
- Kennard
- Knightstown
- Knox
- Lewisville
- Luray
- Maple Valley
- Mechanicsburg
- Messick
- Middletown
- Millville
- Mooreland
- Mount Lawn
- Mount Summit
- New Castle
- New Lisbon
- Ogden
- Raysville
- Rogersville
- Shirley
- Spiceland
- Springport
- Straughn
- Sulphur Springs
- Van Nuys
- Westwood

Townships
- Blue River Township
- Dudley Township
- Fall Creek Township
- Franklin Township
- Greensboro Township
- Harrison Township
- Henry Township
- Jefferson Township
- Liberty Township
- Prairie Township
- Spiceland Township
- Stoney Creek Township
- Wayne Township